# Shehab Mohamed
Shehab El-Deen Mohamed (tiếng Ả Rập: شهاب الدين محمد; sinh ngày 10 tháng 3 năm 1989) là một cầu thủ bóng đá người Ai Cập hiện tại thi đấu ở vị trí hậu vệ trái cho câu lạc bộ Ai Cập Raja CA.